# 如萨乡
如萨乡（藏語：རུ་གསར་），是中华人民共和国西藏自治区日喀则市昂仁县下辖的一个乡镇级行政单位。

## 行政区划
如萨乡下辖以下地区：
洛唐村、纳那村、录丰村、松多村和查琼村。